# Securitate
Securitate je bil priljubljen izraz za Departamentul Securității Statului (oddelek za državno varnost), tajno policijsko agencijo Socialistične republike Romunije. Prej, pred komunističnim režimom, se je romunska tajna policija imenovala Siguranța Statului. Ustanovljena je bila 30. avgusta 1948 s pomočjo sovjetske službe MGB, medtem ko je bila Romunija praktično pod okupacijo Rdeče armade. Po strmoglavljenju diktatorja Nicolaeja Ceaușescuja leta 1989 so nove oblasti različne obveščevalne naloge DSS dodelile novim institucijam. 
Securitate je bila ena največjih tajnih policijskih sil v vzhodnem bloku. Prvi proračun Securitate leta 1948 je predvideval 4.641 delovnih mest, od tega je bilo do februarja 1949 zapolnjenih 3.549: 64 % delavcev, 4 % kmetov, 28 % uradnikov, 2 % oseb neznanega porekla in 2 % intelektualcev. Do leta 1951 se je osebje Securitate za petkrat povečalo, medtem, ko je januarja 1956 imela Securitate 25.468 zaposlenih. Na vrhuncu je Securitate zaposlovala približno 11.000 agentov in imela pol milijona informatorjev za državo z 22 milijoni prebivalcev do leta 1985. Pod Ceaușescujem vodstvom je Securitate postala ena najbolj brutalnih tajnih policij na svetu, odgovorna pa je bila za aretacije, mučenje in smrti na tisoče ljudi.

## Delovanje
Nadzor tajne policije Securitate je potekal na različne načine: splošni obveščevalni nadzor, prednostni obveščevalni nadzor, dokument o odobritvi, dokumentacija o individualnem nadzoru. Tarča aretacije Securitate so bili najbolj pogosto razni politični nasprotniki, nekdanji pripadniki železne garde in pripadniki verskih organizacij.
V osemdesetih letih dvajsetega stoletja je Securitate sprožila množično kampanjo za zatiranje nestrinjanja v Romuniji, pri čemer je manipulirala s prebivalstvom države z zlobnimi govoricami (kot so domnevni stiki z zahodnimi obveščevalnimi agencijami), mahinacijami, lažnimi podlagami, javnimi obtožbami, spodbujanjem konfliktov med segmenti prebivalstva, javno poniževanje drugače mislečih, cenzuro in zatiranjem tudi najmanjših osamosvojitvenih potez intelektualcev. Securitate je pogosto uporabljala izraz "intelektualec" za opis disidentov z visoko izobrazbo, kot so študenti in študenti, pisatelji, režiserji in znanstveniki, ki so nasprotovali filozofiji romunske komunistične partije. Atentati so bili uporabljeni tudi za zatiranje nestrinjanja, kot je bil poskus umora visokega prebežnika Mihaija Pacepe, ki je bil leta 1978 iz Romunije obsojen na dve smrtni kazni in za čigar je Ceaușescu odredil nagrado v višini dveh milijonov ameriških dolarjev. Yasser Arafat in Moammar al-Gaddafi sta nagradi dodala vsak po en milijon dolarjev. V osemdesetih letih dvajsetega stoletja so uradniki Securitate domnevno najeli Carlosa Šakala za atentat na Pacepo.
Prisilni vstopi v domove in pisarne ter nameščanje mikrofonov je bila še ena taktika, ki jo je Securitate uporabljala za pridobivanje informacij iz splošne populacije. Telefonske pogovore so redno spremljali, prestregli so vse interne in mednarodne fakse in teleks komunikacije. Avgusta 1977, ko so sindikati rudarjev premoga v dolini Jiu stavkali, je več rudarjev kmalu umrlo, pozneje pa je bilo ugotovljeno, da so uradniki Securitate ukazali zdravnikom, da rudarjem dajo zaužiti snovi, ki jim je razvilo raka, zaradi česar so umrli. Po padcu rodnosti so agente Securitate namestili na ginekološke oddelke, medtem ko so bili redni testi nosečnosti obvezni za ženske v rodni dobi, s strogimi kaznimi za vsakogar, za katerega je bilo ugotovljeno, da je prekinila nosečnost.
Prisotnost Securitate je bila tako vseprisotna, da je veljalo, da je vsak četrti Romun informator. V resnici je Securitate namestila enega agenta ali informatorja na vsakih 43 Romunov, kar je bilo še vedno dovolj veliko, da je bilo skoraj nemogoče organiziranje disidentov. Režim je namerno spodbujal ta občutek vseprisotnosti, saj je verjel, da je strah pred opazovanjem zadosten, da ljudi nakloni Ceaușescujevi volji. Na primer, ena skupina disidentov v senci se je omejila le na tri družine; nič več kot to bi pritegnilo pozornost Securitate. V resnici je bil vzhodnonemški Stasi še bolj vseprisoten kot Securitate; Če štejemo informatorje, je imel Stasi enega vohuna na vsakih 6,5 vzhodnih Nemcev.
Ena od najbolj brutalnih dejanj, ki jih je storila Securitate, se je zgodila med romunsko revolucijo decembra 1989, ko so njeni uradniki po Ceausecovim ukazom streljali na množico ljudi v Bukarešti, kar je povzročilo velik genocid nad Romuni.